# يو إف سي لايف: فيرا ضد جونز
يو إف سي لايف: فيرا ضد جونز (بالإنجليزية: UFC Live: Vera vs. Jones)‏ هو حدث لفنون القتال المختلطة نظمته يو إف سي، أُقيم في 21 مارس 2010، على مركز البنك الأول في مقاطعة بورمفيلد، كولورادو، الولايات المتحدة.